# DESAER ATL-100
DESAER ATL-100 – projekt wielozadaniowego samolotu, powstający we współpracy brazylijskiej firmy Desenvolvimento Aeronáutica (DESAER) i portugalskiego Centrum Inżynierii i Rozwoju Produktu (Centre of Engineering and Product Development - CEiiA).

## Historia
Z inicjatywy brazylijskiego DESAER powstał projekt dwusilnikowego samolotu wielozadaniowego. Maszyna ma być zdolna do przewozu pasażerów oraz ładunków. Obok zadań transportowych, będzie mogła również pełnić rolę samolotu ewakuacji medycznej, patrolowania morza i granic, poszukiwania i ratownictwa. W celu realizacji projektu DESAER nawiązał współpracę z portugalskim Centrum Inżynierii i Rozwoju Produktu. Obie firmy wspólnie mają odpowiadać za rozwój, produkcję i marketing gotowego samolotu. Projekt zakłada budowę dwusilnikowego górnopłata z usterzeniem w układzie litery T i stałym podwoziem z przednim kółkiem ogonowym. Maszyna ma być zdolna do przewozu 19 pasażerów lub 2,5 tony ładunku. Załadunek cargo ma odbywać się po tylnej rampie ładunkowej. Maszyna ma być zdolna do operowania z nieutwardzonych pasów startowych na lotniskach z ubogą infrastrukturą logistyczną.